# Discographie de Swans
Le groupe de rock expérimental américain Swans a publié 17 albums studio, 12 albums live, 14 compilations, 11 EPs et 17 singles.

## Albums studio
| Titre de l'album                                  | Année de sortie | Label           | Format                | Meilleure position | Meilleure position | Meilleure position | Meilleure position  | Meilleure position | Meilleure position | Meilleure position | Meilleure position  |
| Titre de l'album                                  | Année de sortie | Label           | Format                | Offizielle Top 100 | Ö3 Austria Top 40  | Ultratop (Flandre) | Ultratop (Wallonie) | Billboard 200      | Dutch Charts       | UK Albums Chart    | Schweizer Hitparade |
| ------------------------------------------------- | --------------- | --------------- | --------------------- | ------------------ | ------------------ | ------------------ | ------------------- | ------------------ | ------------------ | ------------------ | ------------------- |
| Filth (en)                                        | 1983            | Neutral (en)    | Vinyle                | —                  | —                  | —                  | —                   | —                  | —                  | —                  | —                   |
| Cop (en)                                          | 1984            | K.422           | Vinyle                | —                  | —                  | —                  | —                   | —                  | —                  | —                  | —                   |
| Greed (en)                                        | 1986            | K.422           | Vinyle, CD, cassette  | —                  | —                  | —                  | —                   | —                  | —                  | —                  | —                   |
| Holy Money (en)                                   | 1986            | K.422           | Vinyle, CD, cassette  | —                  | —                  | —                  | —                   | —                  | —                  | —                  | —                   |
| Children of God (en)                              | 1987            | Caroline        | Vinyle, CD, cassette  | —                  | —                  | —                  | —                   | —                  | —                  | —                  | —                   |
| The Burning World (en)                            | 1989            | Uni (en)/MCA    | Vinyle, CD, cassette  | —                  | —                  | —                  | —                   | —                  | —                  | —                  | —                   |
| White Light from the Mouth of Infinity (en)       | 1991            | Young God (en)  | Vinyle, CD, cassette  | —                  | —                  | 195                | —                   | —                  | —                  | —                  | —                   |
| Love of Life (en)                                 | 1992            | Young God (en)  | Vinyle, CD, cassette  | —                  | —                  | —                  | —                   | 74                 | —                  | —                  | —                   |
| The Great Annihilator (en)                        | 1995            | Young God (en)  | Vinyle, CD, cassette  | —                  | —                  | 149                | —                   | —                  | —                  | —                  | —                   |
| Soundtracks for the Blind (en)                    | 1996            | Young God (en)  | Vinyle, CD, cassette  | —                  | —                  | —                  | —                   | —                  | —                  | —                  | —                   |
| My Father Will Guide Me up a Rope to the Sky (en) | 2010            | Young God (en)  | Vinyle, CD, numérique | —                  | —                  | —                  | —                   | —                  | —                  | —                  | —                   |
| The Seer (en)                                     | 2012            | Young God (en)  | Vinyle, CD, numérique | 114                | 167                | 113                | —                   | —                  | —                  | —                  | —                   |
| To Be Kind                                        | 2014            | Young God, Mute | Vinyle, CD, numérique | 37                 | 38                 | 39                 | 106                 | 75                 | 56                 | 51                 | —                   |
| The Glowing Man (en)                              | 2016            | Young God, Mute | Vinyle, CD, numérique | 151                | 61                 | 39                 | 69                  | 49                 | 29                 | 24                 | 54                  |
| Leaving Meaning (en)                              | 2019            | Young God, Mute | Vinyle, CD, numérique | —                  | —                  | 93                 | 156                 | —                  | 58                 | 73                 | 77                  |
| The Beggar (en)                                   | 2023            | Young God, Mute | Vinyle, CD, numérique | —                  | —                  | 98                 | —                   | —                  | 37                 | —                  | —                   |
| Birthing (en)                                     | 2025            | Young God, Mute | Vinyle, CD, numérique | —                  | —                  | —                  | —                   | —                  | —                  | —                  | —                   |

## Albums live
| Titre de l'album                                    | Année de sortie | Label        | Format          |
| --------------------------------------------------- | --------------- | ------------ | --------------- |
| Public Castration Is a Good Idea (en)               | 1986            | Some Bizzare | Vinyle          |
| Real Love                                           | 1986            | —            | Vinyle          |
| Feel Good Now (en)                                  | 1987            | —            | Vinyle, CD      |
| Anonymous Bodies in an Empty Room (en)              | 1990            | —            | Vinyle, CD      |
| Omniscience (en)                                    | 1992            | Young God    | CD, cassette    |
| Kill the Child (en)                                 | 1995            | Disaster     | CD              |
| Swans Are Dead (en)                                 | 1998            | Young God    | CD              |
| We Rose from Your Bed with the Sun in Our Head (en) | 2012            | Young God    | CD              |
| Not Here / Not Now (en)                             | 2013            | Young God    | CD              |
| The Gate (en)                                       | 2015            | Young God    | CD              |
| Deliquescence (en)                                  | 2017            | Young God    | CD              |
| Live Rope                                           | 2024            | Young God    | Vinyle, CD, USB |

## Albums de levée de fonds
Depuis la reformation de Swans en 2010, le groupe publie régulièrement des albums live et des démos afin de financer ses albums.
| Titre de l'album                                    | Type          | Année de sortie | Label     | Format          |
| --------------------------------------------------- | ------------- | --------------- | --------- | --------------- |
| I Am Not Insane (en)                                | Démos         | 2010            | Young God | CD              |
| We Rose from Your Bed with the Sun in Our Head (en) | Live et démos | 2012            | Young God | CD              |
| Not Here / Not Now (en)                             | Live et démos | 2013            | Young God | CD              |
| The Gate (en)                                       | Live et démos | 2015            | Young God | CD              |
| What Is This? (en)                                  | Démos         | 2019            | Young God | CD              |
| Is There Really a Mind? (en)                        | Démos         | 2022            | Young God | CD              |
| Live Rope                                           | Live          | 2024            | Young God | Vinyle, CD, USB |

## Compilations
| Titre de la compilation                                    | Année de sortie | Label     | Format               |
| ---------------------------------------------------------- | --------------- | --------- | -------------------- |
| Time Is Money (Bastard) (en) / A Screw (en)                | 1986            | PVC       | Cassette             |
| Filth (Deluxe Edition) (en)                                | 1990            | Young God | CD, cassette         |
| Body to Body, Job to Job (en)                              | 1991            | Young God | Vinyle, CD, cassette |
| Cop (en) / Young God (en)                                  | 1992            | K.422     | CD                   |
| Greed (en) / Holy Money (en)                               | 1992            | K.422     | CD                   |
| Children of God (en) / World of Skin                       | 1997            | Young God | CD                   |
| Cop (en) / Young God (en) / Greed (en) / Holy Money (en)   | 1999            | Young God | CD                   |
| Various Failures (en)                                      | 1999            | Young God | CD                   |
| Filth (en) / Body to Body, Job to Job (en)                 | 2000            | Young God | CD                   |
| Forever Burned (en)                                        | 2003            | Young God | CD                   |
| White Light from the Mouth of Infinity (en) / Love of Life | 2015            | Young God | Vinyle, CD           |
| The Great Annihilator (en) / Drainland (en)                | 2017            | Young God | CD                   |
| Soundtracks for the Blind (en) / Die Tür ist zu (en)       | 2018            | Young God | CD                   |
| Children of God (en) / Feel Good Now (en)                  | 2020            | Young God | CD                   |

## EPs
| Titre de l'EP                          | Année de sortie | Label              | Format     |
| -------------------------------------- | --------------- | ------------------ | ---------- |
| Swans                                  | 1982            | Labor              | Vinyle     |
| Young God (en)                         | 1984            | K.422              | Vinyle     |
| A Screw (en)                           | 1986            | K.422              | Vinyle     |
| Love Will Tear Us Apart                | 1988            | Product, Inc.      | Vinyle, CD |
| Love of Life / Amnesia                 | 1992            | Young God          | Vinyle, CD |
| Die Tür ist zu (en)                    | 1996            | Young God          | Vinyle, CD |
| Live at Primavera Sound May 28th, 2011 | 2011            | Free Music Archive | Numérique  |
| Oxygen                                 | 2014            | Young God          | Numérique  |

## Clips vidéo
| Morceau                 | Année de sortie |
| ----------------------- | --------------- |
| A Screw (en)            | 1985            |
| New Mind (en)           | 1987            |
| Love Will Tear Us Apart | 1988            |
| Saved                   | 1989            |
| Love of Life            | 1992            |

## Singles
| Titre du single              | Album                                             | Année de sortie | Meilleure position  | Meilleure position |
| Titre du single              | Album                                             | Année de sortie | Alternative Airplay | UK Singles Chart   |
| ---------------------------- | ------------------------------------------------- | --------------- | ------------------- | ------------------ |
| Time Is Money (Bastard) (en) | —                                                 | 1986            | —                   | —                  |
| New Mind (en)                | Children of God (en)                              | 1987            | —                   | —                  |
| Can't Find My Way Home       | The Burning World (en)                            | 1989            | —                   | —                  |
| Saved (en)                   | The Burning World (en)                            | 1989            | 28                  | 96                 |
| Love Will Save You           | White Light from the Mouth of Infinity (en)       | 1991            | —                   | —                  |
| Celebrity Lifestyle          | The Great Annihilator (en)                        | 1995            | —                   | —                  |
| Failure/Animus               | —                                                 | 1996            | —                   | —                  |
| I Am the Sun (Live)          | —                                                 | 1997            | —                   | —                  |
| Jim                          | My Father Will Guide Me up a Rope to the Sky (en) | 2010            | —                   | —                  |
| Mother of the World          | The Seer (en)                                     | 2012            | —                   | —                  |
| A Little God in My Hands     | To Be Kind                                        | 2014            | —                   | —                  |
| Screen Shot                  | To Be Kind                                        | 2015            | —                   | —                  |
| When Will I Return?          | The Glowing Man (en)                              | 2016            | —                   | —                  |
| Finally, Peace               | The Glowing Man (en)                              | 2016            | —                   | —                  |
| Mind / Body / Light / Sound  | The Great Annihilator (Reissue) (en)              | 2017            | —                   | —                  |
| Volcano                      | Soundtracks for the Blind (Reissue) (en)          | 2018            | —                   | —                  |
| It's Coming It's Real        | Leaving Meaning (en)                              | 2019            | —                   | —                  |
| The Hanging Man              | Leaving Meaning (en)                              | 2019            | —                   | —                  |
| Paradise Is Mine (en)        | The Beggar (en)                                   | 2023            | —                   | —                  |
| Los Angeles: City Of Death   | The Beggar (en)                                   | 2023            | —                   | —                  |